# کوکر اسپانیل آمریکایی
کوکر اسپانیل آمریکایی (به انگلیسی: American Cocker Spaniel)، نام یکی از نژادهای سگ است که خاستگاه آن به ایالات متحده آمریکا بازمی‌گردد.

## نگارخانه

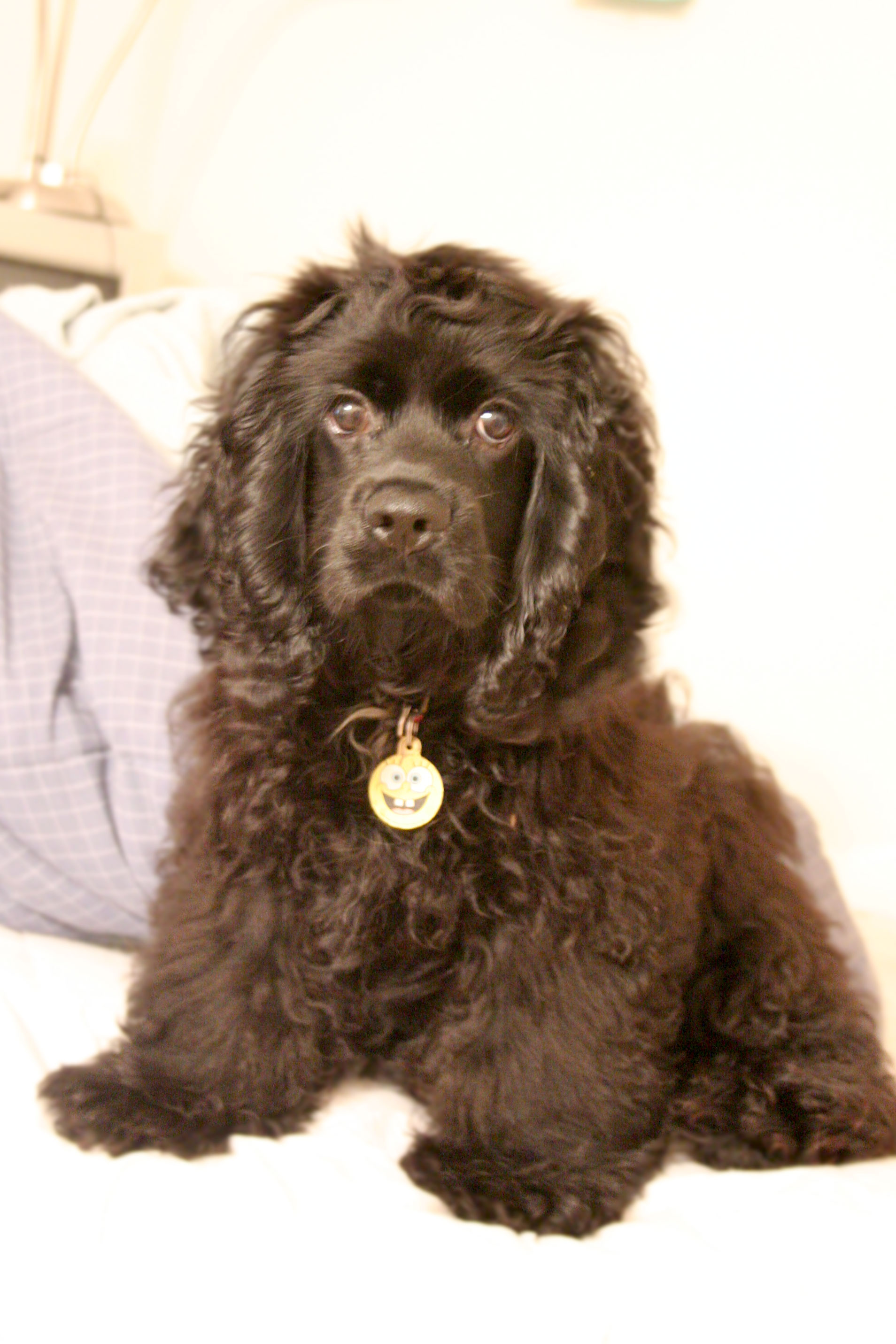
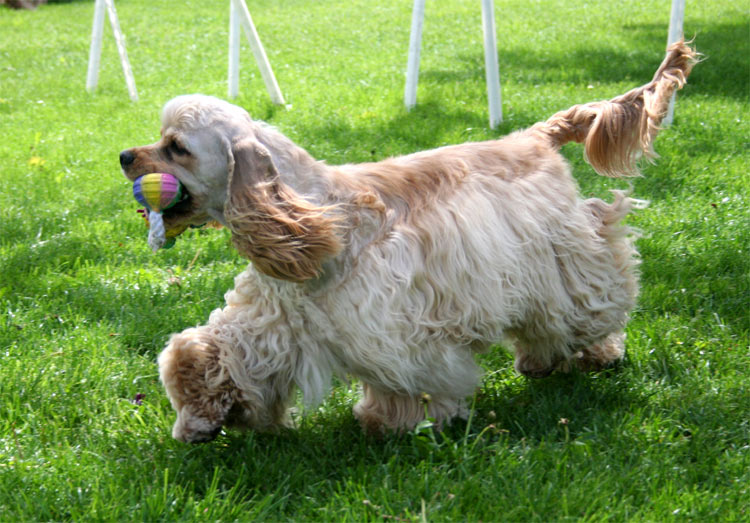
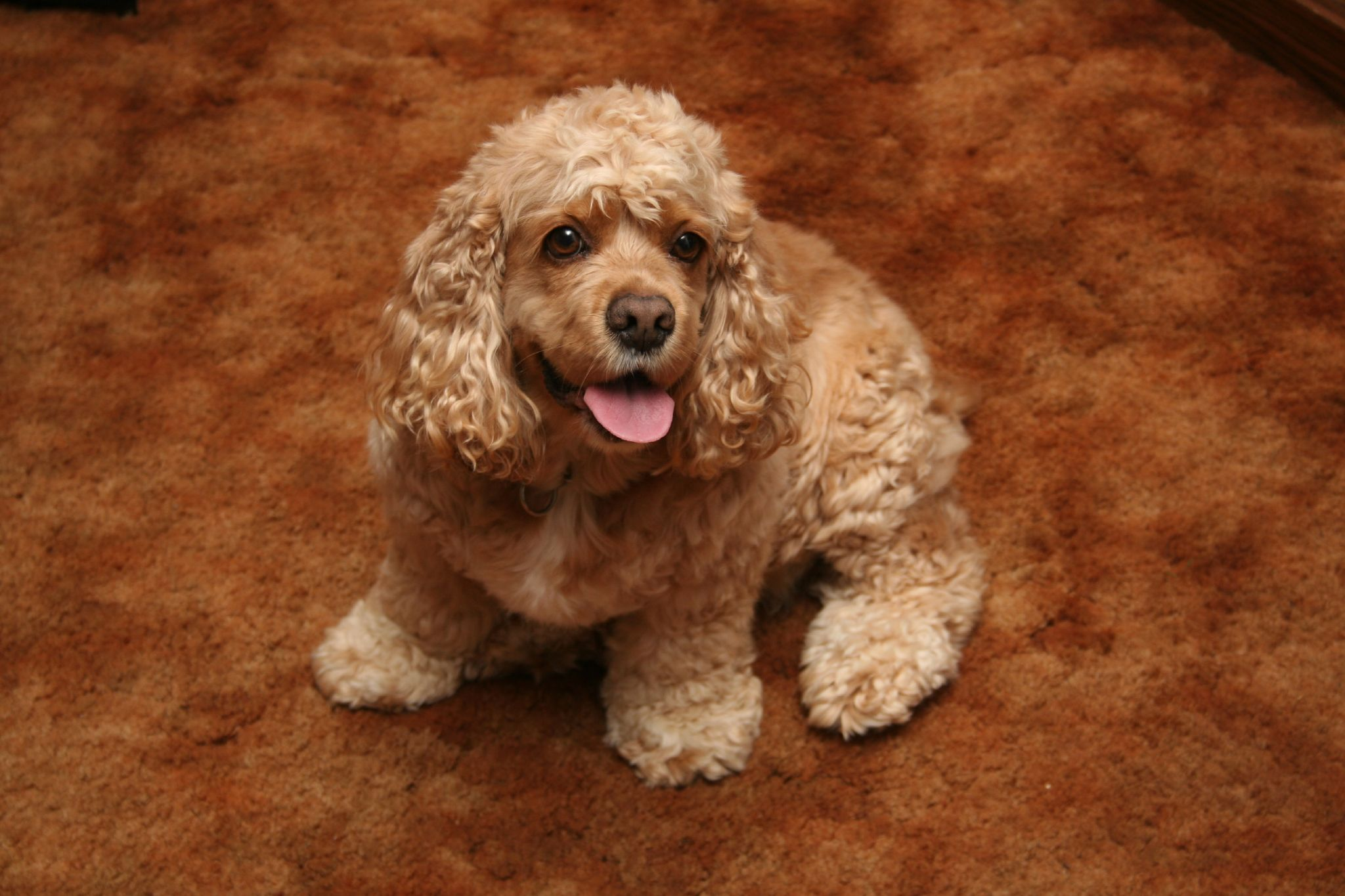